# Bahnrad-Weltcup 1996
The UCI-Bahnrad-Weltcup 1996 war ein Wettbewerb im Bahnradsport mit mehreren Läufen in den Städten Cali, Havanna, Athen, Busto Garolfo und Cottbus.

## Resultate

### Männer
| Disziplin                                | Sieger                                                                     | Zweiter                                                                    | Dritter                                                                        |
| Cali, Kolumbien – 10. April              | Cali, Kolumbien – 10. April                                                | Cali, Kolumbien – 10. April                                                | Cali, Kolumbien – 10. April                                                    |
| ---------------------------------------- | -------------------------------------------------------------------------- | -------------------------------------------------------------------------- | ------------------------------------------------------------------------------ |
| 1000-Meter-Zeitfahren                    | José Moreno                                                                | Graham Sharman                                                             | Dimitrios Georgalis                                                            |
| Sprint                                   | Marty Nothstein                                                            | Anthony Peden                                                              | Sean Eadie                                                                     |
| Keirin                                   | Marty Nothstein                                                            | Laurent Gané                                                               | Federico Paris                                                                 |
| Teamsprint                               | Italien                                                                    | Griechenland                                                               | Russland                                                                       |
| Einerverfolgung                          | Juan Martínez Oliver                                                       | Jérôme Neuville                                                            | Walter Pérez                                                                   |
| Mannschaftsverfolgung                    | Spanien Joan Llaneras Adolfo Alperi Juan Martínez Oliver Bernando Gonzalez |                                                                            |                                                                                |
| Punktefahren                             | Joan Llaneras                                                              | Juan Esteban Curuchet                                                      | Walter Pérez                                                                   |
| Zweier-Mannschaftsfahren                 | Argentinien Juan Esteban Curuchet Gabriel Curuchet                         | Schweiz Hermann Gretener Alexander Aeschbach                               | Niederlande Dirk-Jan van Hameren Cornelius Post                                |
| Havanna, Kuba – 15. April                |                                                                            |                                                                            |                                                                                |
| 1000-Meter-Zeitfahren                    | Graham Sharman                                                             | Hervé Thuet                                                                | Josep Escudero                                                                 |
| Sprint                                   | Marty Nothstein                                                            |                                                                            |                                                                                |
| Keirin                                   | Marty Nothstein                                                            |                                                                            |                                                                                |
| Teamsprint                               | Spanien                                                                    | Argentinien                                                                | Vereinigte Staaten                                                             |
| Einerverfolgung                          | Juan Martínez Oliver                                                       | Graeme Obree                                                               |                                                                                |
| Mannschaftsverfolgung                    |                                                                            |                                                                            |                                                                                |
| Punktefahren                             | Declan Lonergan                                                            | Wolfgang Kotzmann                                                          | Joan Llaneras                                                                  |
| Zweier-Mannschaftsfahren                 | Argentinien Juan Esteban Curuchet Gabriel Curuchet                         |                                                                            |                                                                                |
| Athen, Griechenland – 10. bis 12. Mai    |                                                                            |                                                                            |                                                                                |
| 1000-Meter-Zeitfahren                    | Sören Lausberg                                                             | Hervé Thuet                                                                | Grzegorz Krejner                                                               |
| Sprint                                   | Curt Harnett                                                               | Eyk Pokorny                                                                | Pavel Buráň                                                                    |
| Keirin                                   | Pavel Buráň                                                                | Georgios Chimonetos                                                        | Jan van Eijden                                                                 |
| Teamsprint                               | Deutschland Sören Lausberg Eyk Pokory Jan van Eijden                       | Frankreich Laurent Gané Vincent Le Quellec Hervé Thuet                     | Italien Mario Benetton Venanzio de Panflis Gabriele Gentile                    |
| Einerverfolgung                          | Heiko Szonn                                                                | Philippe Ermenault                                                         | Graeme Obree                                                                   |
| Mannschaftsverfolgung                    | Deutschland Robert Bartko Guido Fulst Danilo Hondo Heiko Szonn             | Frankreich Cyril Bos Christophe Capelle Philippe Ermenault Jérôme Neuville | Dänemark Frederik Bertelsen Jimmi Madsen Michael Steen Nielsen Jan Bo Petersen |
| Punktefahren                             | Joan Llaneras                                                              | Bruno Risi                                                                 | Andreas Beikirch                                                               |
| Zweier-Mannschaftsfahren                 | Spanien Joan Llaneras Adolfo Alperi                                        | Argentinien Juan Esteban Curuchet Gabriel Curuchet                         | Vereinigtes Königreich Bryan Steel Rob Hayles                                  |
| Busto Garolfo, Italien – 20. bis 22. Mai |                                                                            |                                                                            |                                                                                |
| Sprint                                   | Curt Harnett                                                               | Gary Neiwand                                                               | Roberto Chiappa                                                                |
| Cottbus, Deutschland 21.–23. Juni        |                                                                            |                                                                            |                                                                                |
| 1000-Meter-Zeitfahren                    | Ainārs Ķiksis                                                              | José Antonio Escuredo                                                      | Michael Scheurer                                                               |
| Sprint                                   | Bill Clay                                                                  | Viesturs Bērziņš                                                           | Ainārs Ķiksis                                                                  |
| Keirin                                   | Christian Arrue                                                            | Michael Hübner                                                             | Viesturs Bērziņš                                                               |
| Teamsprint                               | Deutschland Michael Scheurer Jan van Eijden Michael Hübner                 | Polen Grzegorz Krejner Grzegorz Trebski Marcin Mientki                     | Niederlande Dirk Jan van Hameren Vink Robert Slippens                          |
| Einerverfolgung                          | Andrea Collinelli                                                          | Jens Lehmann                                                               | Eduard Grizun                                                                  |
| Mannschaftsverfolgung                    | Italien Andrea Collinelli Adler Capelli Contri Mauro Trentini              | Deutschland Jens Lehmann Steffen Blochwitz Ronny Lauke Markus Köcknitz     | Vereinigtes Königreich Chris Newton Rob Hayles Matt Illingworth Bryan Steel    |
| Punktefahren                             | Bruno Risi                                                                 | Joan Llaneras                                                              | Marco Villa                                                                    |
| Zweier-Mannschaftsfahren                 | Niederlande Peter Pieters Cornelius Post                                   | Deutschland Steffen Blochwitz Carsten Wolf                                 | Australien Scott McGrory Matthew Allen                                         |

### Frauen
| Disziplin                                | Siegerin                | Zweite                  | Dritte                  |
| Cali, Kolumbien – April                  | Cali, Kolumbien – April | Cali, Kolumbien – April | Cali, Kolumbien – April |
| ---------------------------------------- | ----------------------- | ----------------------- | ----------------------- |
| 500-Meter-Zeitfahren                     | Antonella Bellutti      | Oxana Grischina         | Daniela Larreal         |
| Punktefahren                             | Belem Guerrero          | Jessica Greico          | Daniela Larreal         |
| Einerverfolgung                          | Antonella Bellutti      |                         |                         |
| Havanna, Kuba – April                    |                         |                         |                         |
| 500-Meter-Zeitfahren                     | Olga Sljussarewa        |                         |                         |
| Sprint                                   | Olga Sljussarewa        |                         |                         |
| Athen, Griechenland – 10. bis 12. Mai    |                         |                         |                         |
| Einerverfolgung                          | Antonella Bellutti      | Judith Arndt            | Yvonne McGregor         |
| Sprint                                   | Félicia Ballanger       | Oxana Grischina         | Annett Neumann          |
| Punktefahren                             | Nathalie Lancien        | Sulfia Tsabirowa        | Maureen Kaila Vergara   |
| 500-Meter-Zeitfahren                     | Félicia Ballanger       | Oxana Grischina         | Annett Neumann          |
| Busto Garolfo, Italien – 20. bis 22. Mai |                         |                         |                         |
| Einerverfolgung                          | Marion Clignet          | Antonella Bellutti      | Lucy Tyler-Sharman      |
| Sprint                                   | Félicia Ballanger       | Michelle Ferris         | Oxana Grischina         |
| Cottbus, Deutschland 21.–23. Juni        |                         |                         |                         |
| 500-Meter-Zeitfahren                     | Félicia Ballanger       | Oxana Grischina         | Kathrin Freitag         |
| Sprint                                   | Félicia Ballanger       | Oxana Grischina         | Kathrin Freitag         |
| Punktefahren                             | Nathalie Lancien        | Jane Quigley            | Rita Razmaite           |
| Einerverfolgung                          | Jane Quigley            | Rasa Mazeikite          | Yonka Gonzalez          |